# 約翰·胡爾廷
約翰·胡爾廷（瑞典語：Johan Hultin，1924年10月7日—2022年1月22日）是一名瑞典裔美國病理學家，因復原含有1918年流感病毒痕跡的組織而知名，該病毒在全世界造成了數百萬人死亡。

## 生平
胡爾廷於1924年10月7日出生在斯德哥爾摩的一個富裕家庭。他的父親維京·胡爾廷（Viking Hultin）是一名商人，母親是艾弗爾·讓森·胡爾廷（Eivor Jeansson Hultin），她後來與病理學家卡爾·奈斯隆德（Carl Næslund）再婚。胡爾廷與兩個姐妹一起長大，其中一個在6歲時死於敗血症，另一個在32歲時死於交通事故。胡爾廷最初在烏普薩拉大學攻讀醫學學位，但在1949年決定與他的第一任妻子貢沃爾（Gunvor）移民美國，並在愛荷華大學獲得碩士學位和醫學博士學位。在那裡，他對生物恐怖主義進行了研究和警告。。在短暫的科學家生涯之後，他改行成為一名病理學家，在舊金山灣區的幾家醫院工作。在業餘時間，他開發了改善汽車安全的方法，從而得到美國運輸部的認可。他是一個狂熱的徒步旅行者，並且是在中國慕士塔格峰滑雪的最年長者。胡爾廷也是一名建築工人。他在加利福尼亞州比爾瓦利建造了一座木屋，是挪威公元1355年閣樓式房屋Vastveitloftet的複製品。
2000年，胡爾廷被愛荷華大學授予傑出校友獎。 2009年，愛荷華大學授予他榮譽科學博士學位。

## 發現1918年流感病毒
胡爾廷夫婦於1949年夏天在古生物學家奧托·W·蓋斯特的監督下在阿拉斯加州的一個挖掘現場協助工作，對永久凍土的挖掘有一些經驗。1951年，胡爾廷試圖從被埋在阿拉斯加州一個名為布瑞維格米申的小鎮永久凍土中的受害者身上分離出1918年的流感病毒。在大流行期間，該鎮的80名居民中有72人死於流感。在搜索過程中，他挖掘出一些遺體，但沒有找到任何活的病毒。
約50年後的1997年7月，胡爾廷在《科學》期刊上讀到病毒學家傑佛瑞·陶本伯格寫的一篇文章，他發表了1918年流感病毒的初始基因序列。胡爾廷提議再次取得1918年受害者的肺部組織，而回到布瑞維格米申。他再次得到了挖掘1918年流感大流行受害者的許可，這次他挖掘出了一個肥胖婦女的遺體，大約30歲，他把她命名為「露西」。脂肪保護她的肺部免於腐爛，他採取了她的兩個肺部組織。事實證明，在露西的案例中有足夠樣本對1918年的完整病毒進行多次排序。來自該樣本的第一個序列發表在《美國國家科學院院刊》上，胡爾廷是共同作者。這個樣本為科學家們提供研究該病毒的第一手資料，該病毒在運輸前已用硫氰酸胍滅活。樣本和在美國武裝部隊病理學研究所（AFIP）檔案中發現的其他樣本使研究人員能夠完全分析1918年病毒的關鍵基因結構。利用回收的痕跡，科學家們發現該病毒源自鳥類，並變異為感染人類。

## 個人生活
胡爾廷與他的第一任妻子貢沃爾（1924年—2011年）有四個孩子，後來兩人離婚。1985年，他與英國出生的艾琳（Eileen）結婚。2020年，他們居住在加利福尼亞州羅斯穆爾。
2022年1月22日，他在加利福尼亞州核桃溪的家中去世，享年97歲。